# Digitale-Dienste-Gesetz
Das Digitale-Dienste-Gesetz (DDG) ist ein Gesetz zur Umsetzung mehrerer EU-Richtlinien in das nationale Recht Deutschlands. Es regelt die Verpflichtungen von Dienstanbietern digitaler Dienste in Deutschland und trat am 14. Mai 2024 in Kraft.

## Umsetzung von EU-Recht in das Recht Deutschlands
Das Digitale-Dienste-Gesetz dient zum einen der Umsetzung der Richtlinie über den elektronischen Geschäftsverkehr, die zuletzt durch das Gesetz über digitale Dienste geändert worden ist. Zudem dient es der Umsetzung der Richtlinie über audiovisuelle Mediendienste, die zuletzt durch die Richtlinie (EU) 2018/1808 geändert worden ist. Weiterhin dient der Umsetzung der Richtlinie 2001/29/EG (Urheberrechtsrichtlinie), die zuletzt durch die Richtlinie (EU) 2019/790 (Urheberrecht im digitalen Binnenmarkt) geändert worden ist, und der Richtlinie 2004/48/EG (Schutz der Rechte an geistigem Eigentum).

## Inhalt
Das Digitale-Dienste-Gesetz enthält unter anderem Vorschriften zur Impressumspflicht für digitale Dienste und zum Umgang mit Rechtsverletzungen von Nutzern digitaler Dienste. Durch das DDG wurden das Telemediengesetz und große Teile des Netzwerkdurchsetzungsgesetzes abgelöst.
Für die Aufsicht über Dienstanbieter digitaler Dienste wurde bei der Bundesnetzagentur eine Koordinierungsstelle für digitale Dienste eingerichtet.

### Digitale Dienste
Ein digitaler Dienst ist jede im Fernabsatz erbrachte Dienstleistung, welche elektronisch auf individuellen Abruf des Empfängers und in der Regel gegen Entgelt erbracht wird. Im Einzelnen bedeutet hierbei
- im Fernabsatz, dass die Dienstleistung ohne gleichzeitige physische Anwesenheit der Vertragsparteien erbracht wird;
- elektronisch, dass die Dienstleistung mittels Geräten erbracht wird, die elektronisch Daten verarbeiten und speichern, welche an einem Ausgangspunkt gesendet und an einem Endpunkt empfangen werden, wobei Sendung, Verarbeitung und Empfang vollständig über Draht, Funk oder auf anderem optischen oder elektromagnetischem Weg geschehen; und
- individueller Abruf des Empfängers, dass die Dienstleistung durch die Übertragung von Daten erbracht wird, welche vom Empfänger derselbigen individuell angefordert werden.